# Ким Дэ Ик
Ким Дэ Ик — южнокорейский дзюдоист, чемпион Азии, бронзовый призёр чемпионата мира.

## Карьера
Выступал в полулёгкой весовой категории (до 65 кг). Победитель и призёр международных турниров. В 1994 году стал бронзовым призёром чемпионата мира среди студентов в Мюнстере. В 1995 году победил на чемпионате Азии в Нью-Дели и взял бронзу домашнего чемпионата мира в Тибе. Через два года в Дубровнике стал чемпионом мира среди военнослужащих.